# Skånetrafiken
Skånetrafiken — регіональне управління громадського транспорту та оператор у лені Сконе, на півдні Швеції. Регіональне управління громадського транспорту засноване 1999 року.
Skånetrafiken відповідає за рух за поїздів, трамваїв та автобусів в окрузі Сконе. Рух обслуговують підрядники.

## Перевізники
- Pågatågen — регіональні поїзди місцевого прямування у межах округу Сконе. Поїзди зупиняються в більшій кількості населених пунктах, ніж Öresundstågen.
- Öresundstågen — регіональні поїзди далекого прямування на півдні Швеції та Данії.
- Лундський трамвай
- Ландскрунський тролейбус
- Міські автобуси в межах Гельсінгборга, Мальме, Ландскруни, Крістіанстада, Лунда, Еслева, Гесслегольма, Істада, Треллеборга та Енгельгольма.
- Регіональні автобуси по всьому лену.
- Ліфт на терасі в Гельсінборзі.